# Lorenzo I. De Leon Guerrero
Lorenzo I. De Leon Guerrero (* 25. Januar 1935 auf Saipan; † 6. Oktober 2006 ebenda) war ein US-amerikanischer Politiker. Zwischen 1990 und 1994 war er Gouverneur der Nördlichen Marianen.

## Werdegang
Über die Jugend und Schulausbildung von Lorenzo Guerrero ist nichts überliefert. Zwischen 1973 und 1976 war er Vizepräsident der Saipan Shipping Co. Von 1978 bis 1989 arbeitete er für die Philippine, Micronesia and the Orient Navigation Co. Von 1980 bis 1989 war er auch Eigentümer und Manager der Commonwealth Maritime Agency in Saipan. Gleichzeitig schlug er als Mitglied der Republikanischen Partei eine politische Laufbahn ein. Zwischen 1972 und 1980 saß er im Senat der Nördlichen Marianen. Von 1980 bis 1982 war er unter einer neuen Verfassung Senatspräsident. Im Jahr 1976 war er auch Delegierter und ebenfalls Präsident des Verfassungskonvents seiner Heimat. Von 1983 bis 1985 fungierte er als Vorsitzender der Republikanischen Partei in seinem Territorium.
Im Jahr 1989 wurde Guerrero zum neuen Gouverneur der Nördlichen Marianen gewählt. Am 8. Januar 1990 trat er die Nachfolge von Pedro Tenorio an. Dieses Amt bekleidete er bis zum 10. Januar 1994. Im Jahr 1997 bewarb er sich erfolglos um die Rückkehr in das Amt des Gouverneurs. Guerrero starb am 6. Oktober 2006 auf Saipan. Er war verheiratet und hatte zehn Kinder.